# Kaple svaté Anny (Jeseník)
Kaple svaté Anny se nachází na Křížovém vrchu nad městem Jeseník, na území Římskokatolické farnosti Jeseník. Byla vystavěna v 19. století a není památkově chráněna.

## Historie
První kaple na Křížovém vrchu byla postavena již v 17. století a byla dřevěná. V 19. století byla nahrazena malou zděnou kapličkou. Ta byla pak v letech 1845–1846 rozšířena a dokončována a dovybavována byla ještě do roku 1847. V roce 1916 byl zrekvírován zvon z věžičky kaple, v roce 1921 byl pořízen zvon nový z dílny zvonaře Oktáva Wintera z Broumova. Tento zvon byl v roce 1942 rovněž rekvírován. Roku 1947 byl do věže zavěšen zvon, který původně sloužil jinde. Zásadní rekonstrukce kaple proběhla v 80. letech 20. století.

## Architektura
Jedná se o větší jednolodní kapli (zřídka bývá označována jako kostel), orientovanou přibližně k jihovýchodu. Presbytář není odsazený, je stejné šířky s lodí. Z pravé strany k presbytáři přiléhá malá sakristie. Vstupnímu průčelí kaple je představena štíhlá věž. Nad vstupním portálem kaple se nachází malý balkon. Vnější fasáda kaple je prostá, nečleněná. V interiéru se nachází novogotický hlavní oltář. Po stěnách presbytáře je rozvěšeno několik různorodých obrazů s náboženskou tematikou.